# ゴードンTAFE
ゴードン・インスティチュート・オブ・TAFE（-テーフ, 英語: Gordon Institute of TAFE）はオーストラリア・ビクトリア州ジーロングにある公立TAFEである。サティフィケート、ディプロマ、アドバンスドディプロマ等の様々なレベルでのコースを提供している。就学可能な学科は数多く、ジーロング市に位置する唯一のTAFEでもある。
また同TAFEではSpecialist Coursesと称された、一週間以内～数ヶ月ほどの短期間で修了できる各種短期コースも用意されており、バリスタ技術や、外国語、パソコン講座、救命講習といった極実用的な内容を短期間で地元の学生と共に学ぶことも可能である。短期コース詳細は同校ホームページ内のコースリストを参照。

## 就学可能な学科
Certificate and Diploma Courses
- AMTech: Engineering
- Accounting,Business Administration & Woman's Access
- Advanced Design  & Building
- BioTech: Sustainable Technologies & Biotechnology
- Community Services
- Cookery
- EnviroTech
- Fashion, Marketing & Public Relations
- Further Education - VCE
- Hairdressing & Beauty Therapy
- Health Programs
- Hospitality, Tourism & Events
- Information & Communications Technology
- Management, Training & Human Resources
- Media Design, Music, Visual Arts & Graphic Design
- Nursing
- Plumbing
- Retail & Floristry
- Sport & Recreation

本科コースのより詳細な情報は同校ホームページ内を参照。

## 付属英語コース
ゴードンTAFEでは、付属の留学生用英語コースがジーロングのシティ・キャンパス内に設置されており、英語学習自体を目的とした留学生、上記の本科コース（Certificate & Diploma Courses)への進学を希望する留学生が学んでいる。同コースは五つのレベルに分かれており、学生は個人の英語能力によって各レベルに入学時に振り分けられる。
レベル分けは以下の通り
- Advanced
- Upper Intermediate
- Intermediate
- Pre Intermediate
- Elementary

同コースのより詳細な情報は同校ホームページ内を参照。